# البقوم
البقوم (بنو عامر بن حوالة بن الهنوء بن الأزد): قبيلة عربية وبطـن من بطـون قبيلة الأزد القحطانية، وهي من القبائل الّتي تحمل نفس الاسم منذ العصر الجاهلي، واحدى قبائل الأزد الّتي نـزلت جبال السراة، يطلق عليهـم أزد السراة  ومـن ثم نزلت شبه السراة ونجد، ومـن آلهتهم في الجاهلية: ذو الخلصة وعائم،  وكان منها من هو على بقية من دين إبراهيم.

## نسب البقوم
هم أبناء
- عامر بن حوالة بن الهنوء بن الأزد بن الغوث بن نبت بن مالـك بن زيـد بن كهلان بن سبأ بن يشجب بن يعرب بن قحطان

وعلى ذلك إثباتات كثيرة فقد ذكرهم كثير من العلماء والمؤرخين مثل:
- ابن حبيب (توفي سنة 245 هـ)
- الأنباري (توفي سنة 304 هـ)
- ابن دريد (توفي سنة 321 هـ)
- الهمداني (توفي سنة 350 هـ تقريباً)
- الأصفهاني (توفي سنة 356 هـ)
- الزبيدي (توفي سنة 1205 هـ) وغيرهم الكثير.

### قحطان
أجمع النســابون أن العرب القحطانيون والعرب العدنانيون جميعهم مـن ولـد سام بن نوح على اتفاق العلماء والمؤرخين.
ذهب بعض علماء النسب إلى أن قحطان هو قحطان بن عابر وهناك من ذهب بنسب قحطان إلى قحطان بن الهيمع، يقول في ذلك ابن السائب الكلبي:
قحطان بن عابر بن شالخ بن أرفخشد بن سام بن نوح هم قوم قد انقرضوا، وهم قحطان الأولى، أما قحطان الثانية فهم قحطان بن الهيمع بن تيمن بن نبت بن إسماعيل.
وولد قحطان يعرب بن قحطان وولد يعرب يشجب وولد يشجب ولدين أحدهما عبد سمش وهو سبأ بن يشجب وإنما سمي سبأ لسبيه السبايا فولد سبأ حمير وكهلان ابني سبأ والثاني لم يعقب وإنما العقب من ولد هذين وهما حمير وكهلان فهذا المتفق عليه عند أهل الخبرة بهما والمتيقن لديهم وولد من كهلان زيد وغيره وولد من زيد مالك وغيره وولد من مالك نبت وغيره وولد من نبت الغوث وغيره وهذا ما أجمع عليه النسابون.
وقحطان هو الشعب بحسب طبقات النسب:
- الشعب:  مثل قحطان وعدنان.
- الجذم: مثل كهلان ومضر.
- العمارة:  مثل الأزد وكنانة.
- القبيلة:  مثل البقوم وقريش.
- البطن:  مثل وازع.
- العشيرة:  مثل الكلبة.
- الفخذ:  مثل البضاعات.
- الخامس:  مثل آل راشد.
- البد وجمعه (بدود): مثل آل مغيب.
- الأسرة: مثل الغنانيم.

### الأزد
وهم أبناء الغوث بن نبت بن مالك بن زيد بن كهلان كما ذكرنا في ذكر نسب قحطان.
وقد قسّم المؤرخون والنسابون قبيلة الأزد إلى أربعة أقسام بعد هجرتهم من مأرب منهم أزد السراة وهم القسم الذي تنتمي له قبيلة البقوم، وهم من نزلوا جبال السراة ويتمثلون في عدة قبائل، ذكر ذلك الهمداني في كتابه (صفة جزيرة العرب): اما من سكن السروات فالحجر بن الهنوء ولهب وناه وغامد ومن دوس وشكر وبارق السوداء وحاء وعلي بن عثمان والنمر وحوالة وثمالة وسلامان والبقوم وشمران وعمر.
وبالنسبة لبطون الأزد فهناك سبعة بطون أساسية منها بنو الهنوء بن الأزد  وقال ابن السائب الكلبي: «أبناء الهنوء ثمانية». ومنهم حوالة بن الهنوء بن الأزد أبو عامر الملقب (باقم) جد قبيلة البقوم.

### حوالة
حوالة حي من العرب ، وبنو حوالة بطن من الهنوء من الأزد من القحطانية. وكان لحوالة عدد من الأولاد منهم باقم والذي تنتسب إليه قبيلة البقوم والتي كانت قديما تسكن السراة مع غامد وزهران وحوالة وشكر وغيرهم، وبذلك فإن البقوم بطن من الأزد من ولد باقم بن حوالة بن الهنوء بن الأزد. وكانت حوالة في العهد القديم بحسب أقوال السابقين أكثر إتساعاً ومتصلة جغرافياً بفرعها البقوم ولعدة أسباب من ظروف الحياة إنحسرت ديارها وانفصلت عن البقوم ولكنهم استطاعوا أن يحافظوا على ما تبقى من ديارهم في السراة بعد انحسارها وتمكنت من البقاء خلافاً عن غيرها من قبائل أخرى اندمجت وانصهرت في قبائل أكبر منها.

### معنى الحوالي
الحوالي لغة: الجيد الرأي والكثير الحيلة ، قال عمرو بن احمر الأزدي:

### باقم
البقوم هم أبناء عامر بن حوالة بن الهنوء بن الأزد وقد تسموا بلقب جدهم عامر الذي كان يلقب بـ (باقم) 
والبقم، (بالضم وبضمتين مثال: يُسر ويُسُرٍ) بطن من العرب. عن ابن دريد قال: ((و يقال لهم أيضاً: البُقُوم الواحد "باقم"، واسمه عامر بن حوالة بن الهنوء بن الأزد، هكذا أَورده صاحب الأغاني في ترجمة حاجز بن عوف الأزدي، عن ابن دريد بسنده، وفيه قال حاجز: ما جاراني إلا أطيلس أعسر من البُقُومِ، فإذا عدونا معاً فلم أقدر على سبقه)).

## نبذة
- مساكنها منذ العصر الجاهلي في حرة البقوم (حرة بني هلال سابقا) ووادي تربة ومن ثم جبل حضن بين مكة المكرمة في جنوب شرق الحجاز وغربي نجد (عالية نجد)، وأشهر بلاد هذه القبيلة: مدينة تربة (دجنة) شرقي الطائف.
- هاجرت منها جماعات كثيرة منذ قرون عديدة وعلى أزمنة متفاوتة واستقرت هذه الجموع في عدة مناطق مختلفة مثل مكة المكرمة والطائف وبيشة وحائل وبريدة والبكيرية وعنيزة والزلفي والقصب والحريق والزبير وغيرها، ولهذه الجموع أيضا هجرات واستقرارات في دول الخليج العربي والشام وأفريقيا.
- هي قبيلة بدوية الطباع مثل سائر قبائل العرب ولها حاضرتها على ضفاف وادي تربة، اشتهرت هذه القبيلة بامتلاكها مرابط من أفضل مرابط الخيل الأصيلة في الجزيرة العربية.[11]
- كان لهذه القبيلة دورا فاعل في التاريخ السعودي، ومن أشهر وقائع ذلك الدور: معارك البقوم والدولة العثمانية ودورهم الفاعل في الحروب عند انضمامهم لفرقة الإخوان في معركة تربة بقيادة الشيخ هزاع الصفراء وأيضا الشيخ عوينان والد الشيخ جايد عوينان وكان الشيخ عوينان رسول الملك عبد العزيز لفتح تربه، وأيضاً الحروب الّتي بعد معركة تربة بقيادة الشيخين ابن غنام وابن محي وأيضا الشيخ هزاع الصفراء، وقد كان القضاء وقطع الحق في فرقة الإخوان عند الشيخ محمد بن عثمان الشاوي البقمي الذي تولى قضاء مكة المكرمة بعد دخولها مع الإخوان.
- منها الفارس الجاهلي حازم البقمي (القابض على الصعلوك الشنفرى سنة 70 قبل الهجرة النبوية) وتنتمي لها الأميرة غالية البقمية.

باقم هو جد قبيلة البقوم واسمه عامر بن حوالة بن الهنوء بن الأزد بن الغوث بن نبت بن مالك بن زيد بن كهلان بن سبأ بن يشجب بن يعرب بن قحطان.

## جبل باقم
سمي عامر بن حوالة (باقم) لأنه سكن جبل باقم ووادي باقم «ما بين نجران وصعدة حاليا» عندما كان في اليمن، وذلك قبل هجرة الأزد من اليمن تلك الهجرة التاريخية التي كانت بسبب انهيار سد مأرب عام 115 قبل الميلاد.
| البقوم | أن اباهم يقال له باقم، وهم بطن من الأزد من عامر بن حوالة، وسبب تسميتهم البقوم لأن منزعهم من باقم الوادي المشهور بين صعدة ونجران | البقوم |

وقبل أنهيار السد بفترة «قبل سيل العرم بقليل»، هاجر أبناء عامر بن حوالة مع الأزد إلى جبال السراة وبقوا مجاورين أبناء عمومتهم من بني حوالة بن الهنوء البلاد.

## معنىباقم
أكثر الأدلة تشير إلى أن هذا الاسم مأخوذ من جبل باقم باليمن وما هو إلا لقب لمن سكن ذلك الجبل وواديه وهو عامر بن حوالة بن الهنوء بن الأزد الجد الأعلى لقبيلة البقوم،  واللقب هو (البقم) في صيغة الجمع وذلك بضم الباء وفتح القاف أو بضم الحرفين، ومفرده والنسبة إليه البقمي، وأيضا مفرده باقم على لقب الجد من دون النسبة له بياء في اخره فيقال مثلا: «هذا فلان من بني باقم» أو «هؤلاء بنو باقم» فلو كان (باقم) ونسب له بياء في آخره لكان الباقمي، وهذا الرأي خاطيء واتفق على خطأه علماء النسب والنقاد.

## أقرب القبائل نسباً للبقوم
أقرب القبائل نسبا للبقــوم قبيلة حوالة ويليها قرابــة رجال الحجر أبنــاء الحجر بن الهنوء بن الأزد والذي تندرج منه الآن قبائــل بني شهر وبني عمر وبني الأحمر وبني الأسمر أو (بللحمر وبللسمر)، ومن ثم غامد وزهران وغيرهم.

## قبائل البقوم
تتكون قبيلة البقوم من إثنا عشر قبيلة رئيسية وكل قبيلة تتفرع إلى العديد من الفخوذ والخوامس.
تنقسم قبيلة البقوم إلى شملين أو بطنين:
| قـبــائـــــل وازع |

| قـبـائــل مـحـامـيــد |

### قبائل وازع
تنقسم قبائل وازع إلى ستة قبائل:
| الـكِـلِـبــــــة |

| الـبــــــــدارا |

| الـرحـامـيــن |

| الـقــــروف |

| الـدغـافـلـــة |

| الـجـنـبـــــــة |

### قبيلة الكلبة
مفردها (الكليبي) وتنقسم إلى قسمين وهم: المعايفة والمحلف

#### المعايفة من الكلبة
ينقسمون المعايفة إلى ستة قبائل هم: البضاعات والرماضين والدمانين والسواهر والعبارا والشباثين

### البضاعات
مفردها (البضيعي) وفروعها:
| آل راشد |

| الشمور |

| الخماسين |

| آل غصن |

##### بقية قبائل المعايفة من الكلبة
فروعهم:
| الرماضين (الرمضاني) |

| الدمانين (الدميني) |

| السواهر (الساهري) |

| العبارا (العبري) |

| \| الشباثين (الشبيثي) \| - الحزازيم - الصعاعيق - النغفة - بني مساعد - المتاعبة |
| الشباثين (الشبيثي)                                                             |

#### المحلف من الكلبة
ينقسمون المحلف إلى خمسة قبائل هم: الرياحات والقرامدة والفضول والجحيشات والجعاثنة

### الرياحات
مفردها (الرياحي) وينقسمون إلى قسمين: المنابهة والغوانمة

##### القسم الأول من الرياحات (المنابهة)
ينقسمون إلى أربعة أقسام وهم:
| العلمة |

| آل مهشبل (الجعرة) |

| آل موسم |

| الهطاملة |

##### القسم الثاني من الرياحات (الغوانمة)
ينقسمون إلى ثمانية أقسام وهم:
| الخواجين |

| آل حصين |

| الحمادين |

| العفاكين |

| الخضارية |

| آل وتيد |

| المحايا |

| آل ناجي |

### بقية قبائل المحلف من الكلبة
فروعهم:
| القرامدة (القرمودي) |

| الفضول (الفضلي) |

| الجحيشات (الجحيشي) |

| الجعاثنة (الجعثوني) |

### قبيلة البدارا
مفردها (البدري) وفروعها:
| المنافير (المنفوري) |

| الرماثين (الرميثاني) |

| الغضفة (الغضيفي) |

| البدور (البدور) |

شيوخ قبيلة رحمان ====
أول من كمل شروط الامارة في قبيلة رحمان. الأمير قانان ابن شيخ وكان الفارس والامير القبيلة. وبعد مقتلة استلم الامارة رحمان اخوة الأمير متلف ابن شيخ وات بعد ه ابنه الأمير الفارس نهار ابن شيخ وقتل غدرنا من مجهول وقبل وفاتة اوصا الفارس ثنيان الغرمول علي عياله وهم محسن ومشعل وهم في سن طفوله وبعد فترة قليلة مات الابن الكبير محسن عن عمر16 عام وباقي مشعل وكان عمرة 13 سنة الوراث الوحيد الامارة
واستلم الامارة الأمير ثنيان الغرمول وات من بعده الأمير طرخيم الغرمول. وبعد الشيخ مناحي الغرمول والشيخ فيصل الغرمول شيوخ الشاوي من وحمان. الأمير ناشر والأمير فهيد والشيخ جازع بن فهيد والشيخ فهاد جازع. ولم يكمل شروط الامارة بعد الأمير الفارس قانان ابن شيخ الشيخ شباب ابن مسعد ولم يستلم امارة قبيلة رحمان. مفردها (الرّحماني) وفروعها:
| البجادين |

| القمازين |

| النمارية |

| القتم |

| الهمالين |

| النفافيح |

| آل حسين |

| العرينات |

| الروسان |

| المغارقة |

| الصغارين |

### قبيلة القروف
مفردها (القرفي)  وتنقسم إلى قسمين: الفهارين والخضارمة

#### القسم الأول من قبيلة القروف (الفهارين)
ينقسمون الفهارين إلى ثلاثة أقسام هم:
| البعجة |

| آل مسفر |

| النجمة |

#### القسم الثاني من قبيلة القروف (الخضارمة)
ينقسمون الخضارمة إلى ثمانية أقسام هم:
| الجزالين |

| المشاليف |

| آل حمود |

| آل محيا |

| المجانين |

| آل عوده |

| الحبارين |

| آل مايق |

### قبيلة الدغافلة
مفردها (الدغفلي) وفروعها:
| اللوامين |

| آل عليان |

| الشواما |

| العجالين |

| الرفاعين |

| الهجارسة |

| الخلع |

| الروسان |

| المساعيد |

| الكماهين |

| الشرايين |

| الخزازيم |

| الهضيبات |

| الدحلات |

| بني فرج |

| المشاطين |

| \| الدعران \| |
| الدعران       |

### قبيلة الجنبة
مفردها (الجنيبي)  وفروعها:
| الجخادبة |

| بني حنيف |

| الملاحين |

| القصبة |

| \| بني ضمين \| |
| بني ضمين       |

### شمل محاميد
ينقسم شمل المحاميد إلى ستة قبائل:
| الـمـوركــــة |

| الـمرازيــق |

| الــــكرزان |

| الـسـمـيــان |

| الـدهـمــــة |

| الـهــــذلان |

### قبيلة الموركة
مفردها (الموركي) وفروعها:
| بني سنان |

| الجبلان |

| الطريفات |

| الهملة |

| الرواجح |

| القواودة |

| اللهبة |

| الهراسين |

| الفلاتين |

| الشلالين |

| البحان |

### قبيلة المرازيق
مفردها (المرزوقي) وفروعها:
| الرشادين |

| الشمارين |

| الظهران |

| الحشانين |

| الجراذية |

| الجهانا |

| البلاعسة |

| الخضارين |

| السمون |

| الحواصين |

| الرجالات |

| الفواضل |

### قبيلة الكرزان
مفردها (الكريزي) وفروعها:
| الجراولة (الجرولي) |

| الفواضل (الفاضلي) |

| الشلحة (الشليحي) |

| المتاعبة (المتعبي) |

### قبيلة السميان
مفردها (السّمَيّ)  وفروعها:
| العطايين |

| العتاقين |

| الحطمان |

| الشباعين |

| الشعالين |

| الصملة |

| الحرابية |

| آل لهاوة |

| آل متعب |

| الغنيمة |

| المحصان |

### قبيلة الدهمة
مفردها (الدهيمي) وفروعها:
| الخشابين |

| القواتيل |

| الشفعان |

| الجونة |

| العيادين |

| العمامقة |

| الصلبان |

| السوالمة |

| \| آل ناجم \| |
| آل ناجم       |

### قبيلة هذيل تربة
مفردها (الهذيلي) وهم فرع من قبيلة هذيل العدنانية حالفوا البقوم قبل ثلاثة قرون وفروعها:
| الحرادبة |

| العرايدة |

| الزوابين |

| الحمادين |

| البراغشة |

| الحمدة |

| العواكير |

| السواكتة |

| آل عبا |

| آل عمير |

| آل مشخص |

| الذيابين |

| الدفانين |

### أسر يرجع نسبها إلى قبيلة البقوم
هناك عدة أسر يرجع نسبها للبقوم.
| - البدور في قرية الضبعانة في وادي ترج في بيشة. (بدارا) - الرويح في الكويت.(موركة) - آل غدير في القصب.(كرزان) - آل زاحم في القصب.(مرازيق) - آل عوجان في الزبير (العراق) والكويت والبحرين ويوجد منهم في السعودية. (كرزان) - آل عثمان الذين منهم آل الشاوي في البكيرية وحائل (في قرية المستجدة). (دهمة) - آل سويد في القصب. (كرزان) - آل خليل في عنيزة. (دهمة) - الدهيمي (أحفاد الشيخ رشيد) من فخذ العيادين من قبيلة الدهمة في الحريق. - آل حامد في ميسان بني الحارث. (بدارا) - القذلان في عنيزة. (دهمة) | - الضباعين في بلاد ثمالة في السعودية. (بضاعات) - أسر من فخذ الحشانين من قبيلة المرازيق في أبوظبي. - الهقاص في عنيزة. (دهمة) - العميم في عنيزة. (دهمة) - آل فوزان في عنيزة والزلفي والزبير (العراق). - آل وسيد في بريدة. - الزنادات في عنيزة. - الرواجح في الأحساء. (موركة) - الرواجح في [[البلقاء - مادبا]] بالأردن ويقال لهم (الرواجيح). (موركة) - الغنيم في الرياض (دهمة) |

## ديارهم

خريطة لغرب الجزيرة العربية وفيها ديار البقوم المحاطة بالأحمر شرق الطائف في جبل حضن وحرة البقوم وعلى وادي تربة الممتد من الجنوب الغربي إلى الشمال الشرقي بطول 110 كم تقريبا ما بين جبل حضن وحرة البقوم.

تذكر كتب التاريخ أن قبيلة البقوم سكنت جبل باقم  «قبل هجرتهم مع قبائل الأزد من اليمن تلك الهجرة التي كانت قبل انهيار سد مأرب بقليل؛ ولذلك أطلق على عامر بن حوالة بن الهنوء بن الأزد جد القبيلة لقب باقم» وبقت في جبل باقم وواديه فترة من الزمن، ثم هاجروا مع أبناء عمومتهم الأزد إلى جبال السراة ومن ثم نزحوا شرقا إلى شبه السراة ونزلوا في وادي تربة وحرة نجد وشاركوا قبيلة بني هلال الديار.
من قصة حازم البقمي والشنفرى الأزدي نستدل على أن البقوم استوطنوا تربة البقوم ووادي تربة ونواحيه في العصر الجاهلي ومع بني هلال وهوازن وبني عامر بن صعصعة وغيرهم وليس كما جاء في بعض الكتب بأن البقوم استوطنوا ديارهم الحالية بعد تغريبة بني هلال في أواخر القرن الرابع الهجري.
ومساكن البقوم في غرب الجزيرة العربية (المملكة العربية السعودية - منطقة مكة المكرمة) وتنتشر ديارهم في وادي تربة وحرة البقوم أو (حرة نجد) وجبل حضن ومركزهم مدينة تربة (بوابة نجد ومفتاح الحجاز) وتصل مساحة ديار البقوم إلى أكثر من 15580 كم مربع ما بين طول 190 كم تقريبا من الشمال إلى الجنوب ومتوسط عرض 82 كم تقريبا من الشرق إلى الغرب أي ما يعادل 10% من مساحة منطقة مكة المكرمة.

### مدينة تربة
هي مدينة قديمة النشأة على حدود نجد مع الحجاز، تبعد عن مهبط الوحي (مكة المكرمة) بمسافة مستقيمة حوالي 190 كم جنوب شرق، وقد وقعت بها معركة تربة عام 1337 هجرية وكان عدد سكانها آنذاك حوالي 3 آلاف نسمة ومع عام 1435 هجرية وصل عدد سكانها إلى أكثر من 30 ألف  نسمة، ووصل عدد سكان محافظة تربة إلى أكثر من 50 ألف نسمة، وكان بتربة سوق رمادان وكان بها العديد من القلاع القصور والمباني الأثرية والأسوار الحصينة المنيعة التي تهدم أغلبها نتيجة عدة عوامل مثل العوامل الطبيعية والحروب وغيرها، ويعتمد سكانها على الزراعة وخصوصا زراعة النخيل حيث يبلغ عدد النخيل في مدينة تربة أكثر من 300 الف نخلة وفي محافظة تربة أكثر من مليون نخلة وذلك حسب تقدير وزارة الزراعة «وأيضا عرفت تربة منذ القدم ببلد المليون نخلة»، ويوجد في تربة عدة أنواع من الفواكه والخضروات مثل التين والعنب والرمان والبرتقال واليوسفي والليمون والبطيخ والشمام وغيرها وبالنسبة للخضروات فيوجد بها الطماطم والفاصولياء والبصل والكوسة وغيرها ويوجد في بساتين تربة أيضا الذرة والبر والشعير، ويعتمدون أهلها على الثروة الحيوانية من إبل وغنم وبقر.

### وادي تربة
من أكبر أودية الجزيرة العربية، ويمتد من أعالي جبال السراة غربا حتى عروق سبيع في جنوب نجد شرقا بطــــول أكثر من (400) كم، ويصل عرضـــه في بعض الأماكن إلى (1) كم، وتقع على ضفافه أغلب القرى والديار العامرة بالسكان وأيضا الكثير من المعالم الأثرية. وبه سد وادي تربة وسد تربة الجوفي.

ديــار البقوم بالنسبة لمنطقة مكة المكرمة.

### جبل حضن
هو من أهم معالم الجزيرة العربية وذلك لأنه الحد ما بين نجد والحجاز شرقي مكة والطائف ولأنه أعلى منطقة في إقليم نجد كله، إذ يصل ارتفاعه عند أعلى نقطة 1656 متر فوق سطح البحر ويصل طوله من الجنوب للشمال إلى 100 كم وعرضه من الشرق للغرب إلى 40 كم تقريبا ويحتوي على كثير من القرى والهجر وموارد المياه ومن الكهوف والمعالم. وقد ذكروهـ كثير من الشعراء منذ العصر الجاهلي وإلى عصرنا هذا. قال فيه جرير:

### حرة البقوم
سُميت قديما (حرة نجد) أو (حرة بني هلال) وهي من المعالم المهمة في الجزيرة العربية وبها كثير من القرى السكنية والمعالم الأثرية ومنها طريق الفيل.

### الحدود مع القبائل المجاورة
هناك حدود لديار قبيلة البقوم مع القبائل المجاورة وهي حدود متعارف عليها بين القبائل، وهي غير الحدود الإدارية، فالتقسيم الإداري للمحافظات «المقصود محافظة تربة» لا يشمل ديار البقوم كاملة، فديار البقوم تتسع للمحافظات المجاورة مثل محافظة الطائف شمالا وغربا ومحافظة الخرمة ومحافظة رنية شرقا وتتداخل مع حدود منطقة الباحة جنوباً وهي كالتالي:

### من ديار البقوم وضواحيهم وقراهم
- العرقين
- الغريف (مع سبيع)
- مركز شعر
- العصله
- رياض ابن غنام
- القوامة
- قرواح
- مر
- الصريفات
- المحيجر
- المنجور
- هضبة البغلة
- شعيب ضعان
- جبل تغوث
- شعيب ربيخين
- شعيب أم عصلا
- النغر
- جبل البهوه
- داغم
- جبل العصيدة
- القناص
- شعيب مبيع
- شعيب عمق
- شعيب الحسي
- جبل فاس
- جبل ساق
- جبال البارود
- الخدرة
- جبال الأهايل
- المعذر
- صفيان
- الحايط
- الميساب
- المحنذ
- دعيمر
- ذواد
- المدره
- المعيمير
- الظهرهـ
- الرماله
- شعيب الحفيرة
- جبل بذال
- شعيب ربخان
- هضبة أم صالح
- الحيد
- الاسيد
- الحميدات
- المريغة
- وادي الملحاء
- شعيب السليم
- شعيب الحقية
- شعيب المختبية
- وادي سدرين
- شعيب الجزعة
- شعيب الرشاة
- شعيب الذيب
- وريقه أم البرقان
- وريقه أم السواد
- أبو سداره
- الدبيل
- الجـرد
- المبرك
- الجونه
- جبل الحباشي
- جبل أرفعة
- العبيدين
- الديسه
- حوال
- الحثرور
- الحشفة
- السفالة
- حراضة
- الفهاد
- المنحنية
- حصان تركي
- وادي الحفيرة
- الريع
- الملحة
- الحصان
- الجازع
- النغير
- البعيثه
- النعيمة أم باع
- أم اللجيجة
- جبل مهلاثين
- الظرابين
- الغليل
- عشّـر
- شعيب البكاء
- السعيد
- النور
- خشم التنو
- شعيب المعروف
- شعيب الطوال
- جبل سيسد
- عنين
- اللبط
- العلاوهـ
- المساعيدات
- السردي
- العابسية
- الخالدية
- جبل البغيثاء
- الوطاه
- مشاش الناصفة
- السليمان
- خد العشرق
- أبو عروة
- كدايدهـ
- ذيبة جرب
- الكراع
- وادي كرا
- شجنه
- السليم ام النهى
- السليم ام الحصاة
- ريحان أبو رضام
- ريحان عيدان
- ريحان الخشيش
- ريحان المنضأ
- المتعرضات
- الخشيبات
- السحوبية
- وادي ضمران
- الحليقيم
- شعيب السلاق
- شعيب الجيزان
- شعيب بريم
- شعيب صلبة
- القريرة
- حاد
- المشاش
- العلبة
- الغرابة
- الحشرج
- الحايرية
- الجبيلي
- الخمرة
- المحوي
- القويعية
- الديرهـ
- رضوان
- وادي وراخ
- زلاقه
- عصماء
- الجدر
- البطان
- شعيب ضهاء
- أم العشاش
- وادي ضراء
- عطف ضراء
- وادي العاصد
- العقرب المعصوب
- العقارب أمهات عبيلات
- العقرب ام المجادير
- العقرب ام التنضب
- الحفان
- سليم الركب
- سليم الحد
- الريع المنجور
- وادي الخشاب
- وادي الغته
- النيران

## مرابط الخيل عند البقوم
'اشتهروا البقوم بامتلاكهم مرابط من أفضل مرابط الخيل الأصيلة في الجزيرة العربية والتي كانت محط أنظار القبائل الأخرى وذلك لأصالتها وندرتها وجمالها وحسن صهيلها وخلافه

### أشهر المرابط
| - مرابط الكحيله للشيخ رشيد بن جرشان. - مرابط الصويتيات للشيخ رشيد بن جرشان. - مرابط الحنيف للشيخ قاعد بن جرشان. - مرابط الجلابية للشيخ قاعد بن جرشان. - مرابط صغيرة للشيخ مقعد بن حدري الهذلي. - مرابط مقيديحات للشيخ مقعد بن حدري الهذلي. - مرابط ظرمة للفارس قاعد بن حدري الهذلي أخو مقعد بن حدري الهذلي. | - مرابط العبيه للشيخ هندي بن حمود. - مرابط الحمدانيه للشيخ هندي بن حمود. - مرابط الهدبا للشيخ هندي بن حمود. - مرابط الصقلاوية للشيخ قطنان بن سيف بن خشيبان (صميم). - مرابط الهدبا للأمير الفارس قانان - مرابط الهدبا للشيخ سلمان بن عبيد. - مرابط كروش للغندور. |

### أشهر الأرسان
- ثلاثة أرسان جميعها تعود الى ال مقعد بن حدري الهذلي وهي:
  - الصقلاوية الحدرية.
  - المعنقية الحدرية.
  - الكحيلة الحدرية.[15]

### من خيل فرسان البقوم المشهورة
| - الشوامه - الهدبا - حبشا - نوره - سراحه - حبشا - فلوه - مياحه - مشهور - الدهما - الحسينيه - العشيّر - سرّا - سويد | - سواده - العزبة - عبيّات التوم - مشيحة - الطويلة - بخيتان - دوجه - ختله - الجنفاويه - الحرقا - المعترضه | - ربدان - الصقلاويه - هدبان - حمدانيه - كبيشان - الوذنا - الشقرا - فراحه - صغيرة - ظرمة - ريشان | - مقيديحات - صويتية الجرشان - كحيلة العبيشه - كحيلة الزهيه - الدغيم - كحيلة الحنيف - كحيلة الجلابيه - الجرشانيه والجرشيه - كحيلة العبيّه - الحصانة - غرّا |

وغيرها...

## الآثار
يوجد العديد من المواقع الأثرية في ديار البقوم منها:

### سوق رمادان (رمدان)

تخطيط حي وسوق رمادان

رمادان هو سوق تربة البقوم وهو تاريخ وحضارة قديمة، وأقدم ذكر له كان قبل أكثر من 800 عام في كتاب معجم البلدان، وقد كان محطة حط الرحال للقوافل القادمة من الحجاز إلى نجد أو العكس

#### تاريخ بناءه
كان أول بناء للسوق في الجاهلية، وكان مبنياً من عدة اسوار طينية وأكواخ وعشاش مكونة من جذوع النخل والسعف، ثم جدد بناءه قبيلة البدارا البقوم بالطين والحجر قبل حوالي 600 عام وقاموا بتوسعته، وفي عام 1341 قام عبد الله بن معمر أمير تربة في ذلك الوقت من قبل الملك عبد العزيز بن عبد الرحمن بتجديد الأسوار إثر الحملات والهجمات التي تعرضت لها تربة، وساهم الأهالي في ذلك بجهد كبير، وأخذ رمادان يفقد نشاطه التجاري في عام 1390 وكان عدد أسماء ملاكه 230 فرداً ما بين مالك مسكن ومحل تجاري حسب الكشف الذي أعدته بلدية تربة، وفي عام 1412 قامت البلدية بهدم مبانيه بعد توسع العمران ونزوح السكان إلى مبانٍ حديثة حيث إن هذا السوق قد بني من (اللّبن) وأوشك على الانهيار ولم يبق منه الا مسجده الذي يُعد من أقدم المساجد بتربة.

#### موقعة
يقع سوق رمادان على أرض مرتفعة تشرف على وادي تربة من الغرب وعن شماله مجموعة من الأكمات المتتالية نحو الشمال يقع على ادناها حي بني محي وعلى اقصاها حي القويعية وتمتد في غربه الحزوم التي تصل إلى وادي ريحان غرباً وفي جنوبه حي وقصر منيف.

#### وصفه وابعاده
يشكل رمادان مساحة شبه دائرة لا يتجاوز قطرها 600 متر وجميع دوره مبنية من الطين وأساساتها من الأحجار المجلوبة من حرة البقوم شرق وادي تربة وبعضها مكون من دورين، وفي وسط السوق ساحة طولها 50 متر وعرضها حوالي 30 متر أي بمساحة 1500 متر تقريبا، وتحيط بها الدكاكين والمساكن من خلفها والمسجد في الشمال ويمكن الوصول له من مدخلين أحدهما شمالي عرضه من مترين إلى أربعة أمتار ومدخل جنوبي ينقسم إلى ممرين داخل السوق ويتخلل مبانيه بعض السراديب.

#### نشاطاته
من تجارته قديماً السمن والتمور والإقط والحبال والأواني الخشبية والمنسوجات التي تدخل في بيوت الشعر كالطرايق والفلجان والغداير وتعرض به بضائع مجلوبة من مدن الحجاز كالأقمشة والقهوة والحبوب وما يشابهها وتعرض به عدة الحرب من بنادق وسيوف ورماح وبارود وأنواع العمائم والعبي والزل وكان هذا يجلب من القصيم بكميات تجارية كبيرة.

#### سبب التسمية
يقال أنه سمي بهذا الاسم لتعرضه لحريق هائل قديماً، والأرجح أن سبب تسمية هو كثرة الرماد في مناطق معينه بالسوق بسبب القوافل المارة بالسوق وما يصنعون من طعام في أنحاءه لأنفسهم، وأيضا لان قبائل البقوم الخارجين عن مدينة تربة يعودون ويقيظون فترة الصيف في مدينة تربة واهلها يذبحون الإبل والغنم إكراما لضيوفهم ولذلك كثر الرماد في السوق فسمي رمادان.
و ذكره ياقوت الحموي في كتابه معجم البلدان عام 621 هجرية 1224 ميلادية وقد قال: رمادان بالفتح والضم وجاء عليه بشواهد منها قول النميري:
- فحلت نبيا أو رمادان دونها

رعان وقيعان من البيد سملق 
و قد ذكره الشعراء في قصائدهم مراراً مثل قول الشاعر الفارس بخيت بن ماعز العطاوي العتيبي:
- الله لا يسقي محانيـك وادي

واد حمى جاله محمد وقطنــان
- من غب كونه والقلايع تقادي

بين الغروس وبين فية رمادان

### بعض الصور لسوق رمادان

### قصر المبرك
بناه قبيلة البدارا البقوم قبل أكثر من 600 عام، ويقال له قصر الخربة وذلك بعد اندلاع حريق كبير فيه إثر نشوب عدةحروب به وحوله فتدمر وهُجر قبل حوالي 360 عام، وكان أمير القصر رجل اسمه فايز البدري، والآن هو على هيئة أطلال قديمة في مكان يسمى المبرك في وسط منطقة مساعيدات التابعة لمحافظة تربة.

### حي وقصر منيف

تخطيط حي وقصر منيف

يعود هذا الحي وقصوره إلى قبيلة البدارا البقوم وهو اليوم في تعداد الآثار، وقد بني بقربه (مركز التنمية الاجتماعية بتربة).

#### موقعه
يحد هذا الحي وادي تربة من الشرق ومن الغرب بعض الحزوم المتتالية، ويحده من الشمال سوق رمادان ومساكنه ومن الجنوب المحيجر الذي هو من أراضي قبيلة البدارا البقوم.

#### وصفه
قصر مساحته كبيرة وكانت تحيط به المساكن الصغيرة من ثلاث جهات ويحده من الجهة الشرقية بعض مزارع النخيل المطلة على وادي تربة، كان يعتبر هذا القصر وما حوله من المساكن والمزارع قرية مستقلة إذ أن تلك البقعة من الأرض كانت جميعها محاطة بسور واحد كبير.

#### بنائه
كان بنائه من الطين الحر، ويذكر أن أسواره كانت عالية البناء ومنيعة وله بوابة شمالية كبيرة وأخرى شرقية صغيرة ويعود تاريخ بنائه إلى أكثر من 500 عام.

#### الخراب الأول
تهدم أجزاء كثيرة منه إثر إرسال الشريف طائرة حربية لتقصف تربة من قبل قوات بريطانية في بدايات القرن العشرين الميلادي، وذلك بسبب عدم طاعة معظم البقوم له والدخول تحت حكمه في خضم أحداث الثورة العربية الكبرى، وأدى ذلك الأمر إلى خسائر بشرية ومادية كبيرة.

#### الخراب الثاني
وفي عام 1337 هجري حدثت حوله وفيه معركة تربة الشهيرة بين قوات الملك عبد العزيز (الإخوان) وقوات عبد الله الأول بن الحسين وهدم الإخوان بقايا القصر على من فيه وذلك بوضع جذوع النخل على اسواره والتسلق عليها وعلى سقفه حتى إنهدم على من بداخله وكان عددهم أكثر من 400 مقاتل.

### بعض الصور لبقايا وموقع حي وقصر منيف

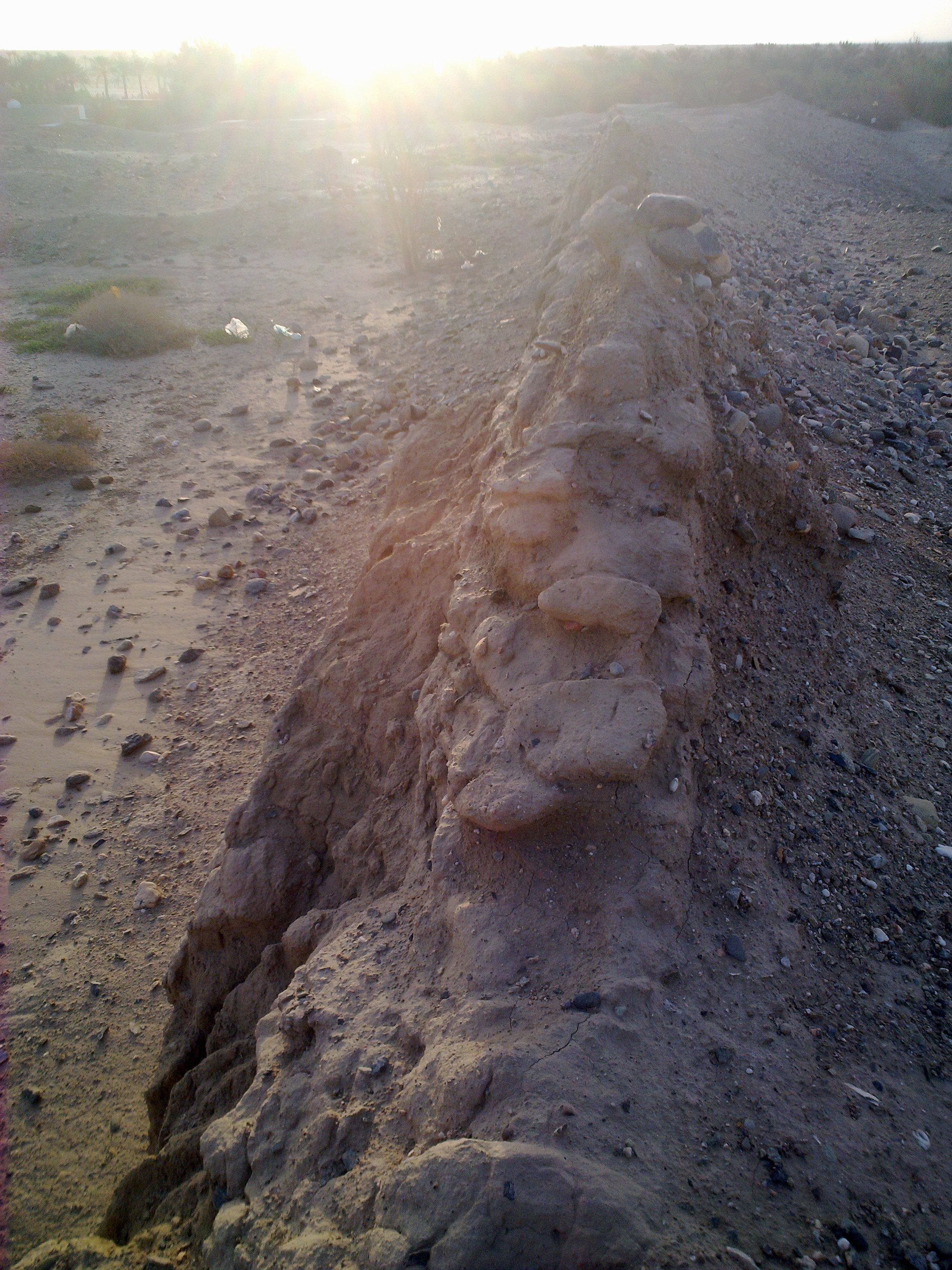

### قلعة شنقل
هي قلعة حصينة تعود ملكيتها إلى قبيلة البدارا البقوم، مبنية في قرية اللبط على منحدر تل صخري ومطلة على وادي تربة من الجهة الشرقية، وعمرها قارب 250 عام، كانت هذه القلعة بمثابة محكمة عامة للبقوم يحكم فيها بالقضاء العرفي القبلي من قِبل شيخ البدارا. تبلغ مساحتها 3000 م2 وارتفاع أسوارها ما بين 6 إلى 7 أمتار، فيها أربعة حصون دائرية ويتبع لها حصن مربع يسمى المربعة مكون من دورين «ولكن الدور العلوي متهدم» موقعه خلف القلعة في أعلى ضلع الصُبُر وذلك للمراقبة وإعطاء الإنذارات بإشعال النار في أعلى الحصن في حالة اقتراب عدو أو وقوع حدث مهم لإخبار القبائل الأخرى من البقوم.
وللقلعة بوابة واحدة من الجهة الشمالية، وبها حوالي ثلاثين غرفة تشمل مجلس قضاء وغرف سكن ومسجد وسجن ومخازن سلاح ومؤونة وباحة صغيرة، وبها مربط صغير للخيل، بنيت قواعدها وأجزائها السفلية من الحجر والأجزاء العلوية من اللبن وسقفها من أعواد الأثل والسعف وجذوع النخل.

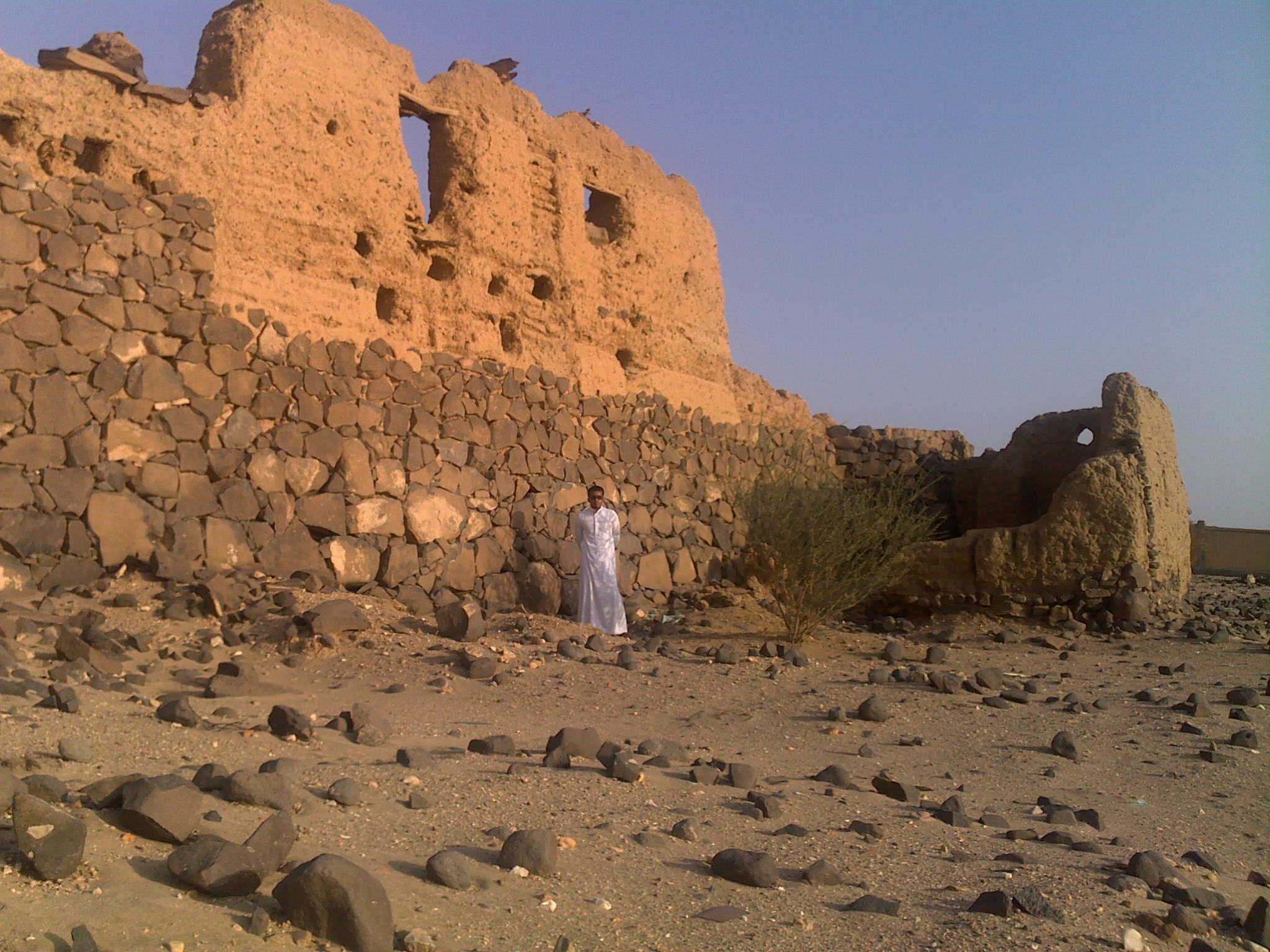
قلعة شنقل

### قصر الحزم

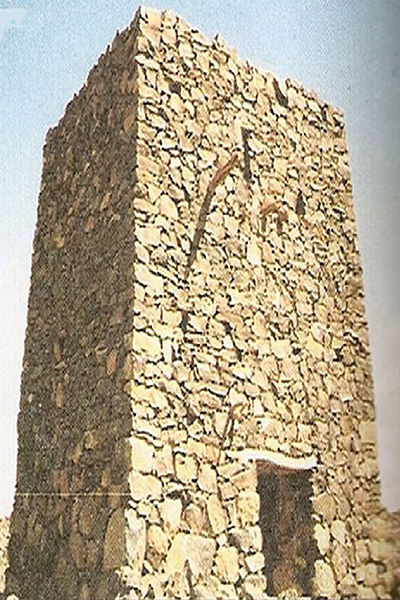
حصن ابن غنام

بئر البصرو

قصر كبير قديم للأمير حمد بن عبد الله بن محي البقمي منصوب الدولة السعودية الأولى وزوج الأميرة غالية البقمية، بناه على قمة تل شمالي تربة عام 1212 للهجرة.
يحده شرقاً وادي تربة وبعض المزارع، وغرباً وادي السليم (وادي ريحان)، مبني من الطين الحر واسقفه من جذوع النخل والأثل ويتكون هذا القصر من 43 غرفة وبه مسجد وبوسطه ساحة كبيرة بها مربط للخيل ومخازن للمؤونة.
ويحيط بهذا القصر سور مرتفع له بوابة شرقية تجاه المزارع، وبه مواضع خاصة للمدافع القديمة التي أرسلها الإمام عبد الله بن سعود آل سعود دعماً للبقوم في ذلك الزمان، وقد تعاقب سكن القصر بعد الأمير حمد عدة أمراء من آل محي وهم: هندي وجاسر ومقعد وحسين وعبد الله.

### قصورغالية البقمية
كان لغالية أعمال حضارية في تربة، كانت بذلك ناهجة لطابع قبيلتها (البدارا) في الإعمار والبناء، وذلك مما ورثت من ابيها وزوجها من أموال ساعدتها في بناء عدة قلاع وقصور، وقد تهدم أغلب اعمالها عن طريق محمد علي باشا وأيضاً حملة الشريف عبد الله بن الحسين، ومن اعمالها:

#### قصر الصرفان
قصر يقع شمال تربة.

#### قلعة البازم
قلعة تقع شمال تربة.

#### قصر الشملي
قصر يقع في تربة.

#### قصر زملة
قصر بنته لإبنتها زملة بنت حمد بن محي زوجة الشيخ هندي بن محي ويقع في كرا شرقي تربة.

### الحصون
يوجد في ديار البقوم العديد من الحصون الدفاعية المبنية على قمم الجبال وأطراف الأودية مثل حصن كرا وحصن الطويل وحصن الرياحي وغيرها.

### جبال البغيثاء وأبو مراس
يوجد في هذه الجبال العديد من الأبنية الحجرية الجاهلية التي كانت من قرى البقوم قديما وهي موجودة جنوب مركز العلبة في محافظة تربة.

### بئر البصرو
بئر جاهلية كبيرة، ما زال بنيانها قائم، وأول من بعثها رجل اسمه منديل البدري، لها أربع جهات و16 سانية، وتقع في مركز العلاوة.

### بئر الدفّار
بئر كبيرة قديمة، لا تقل وصفاً عن بئر البصرو في حجمها وتقع في مركز العلاوة.

## من تاريخ البقوم
قبيلة البقوم لها تاريخ قديم يجده الباحث في بطون كتب التاريخ وفي الشعر القديم المدون والمأخوذ من الرواة وكبار السن.

### البقوموالدولة الأموية(امارة الحناتيش)
الحناتيش وهم أبناء حنتوش أخو دغفل (جد قبيلة الدغافلة) وكليهما أبناء دحل بن بدر بن فضل الشامي الكلبي وقد حكموا تربة البقوم وبيشة وغيرها وعدد من القبائل المجاورة لتلك المناطق وذلك في نهاية الدولة الأموية وبعد سقوطها ومن أشهر أمرائهم :
- الأمير حنتوش بن دحل الكلبي.
- الأمير فايز بن مطرف الحنتوشي.
- الأمير حنش بن مدرك بن يحيى الحنتوشي.

وهذا الأمير الأخير قد ضم أيضا تحت امارته قبائل شيبان بن روق بن جحدر بن سنحان.

### مختصرمعاركقبيلة البقوموالدولة العثمانية(الأتراك) فيتربة البقوم
تصدت قبيلة البقوم للحملات العثمانية (الأتراك) واضطرت حاكم مصر في حينه محمد علي باشا للقدوم لقيادة القوات بنفسه بعد أن غضب على قائد الجيش (مصطفى بك) وأعادهـ مع ركب الحجاج وعزل أمير مكة غالب الشريف وتفشت الفوضى في الجيش بعد هزيمته بقيادة طوسون باشا في تربة البقوم.

#### غالية وامارة البقوم
كان الأمير حمد بن عبد الله بن محمد بن محي الموركي شيخاً للمحاميد البقوم واميراً منصباً من الدولة السعودية الأولى على تربة البقوم وزوجته هي الأميرة غالية البقمية ابنة الشيخ عبد الرحمن بن سلطان البدري، وكانت غالية امرأة ذكية حكيمة وكانت قد ورثت من أبيها ثروة طائلة وأموالاً كثيرة دعمت بها جيش البقوم وذلك للدفاع عن ديار قومها ومعتقدهم الديني.
وكان الأمير حمد بن محي متعرضاً لاصابة خلال حروب الحجاز اقعدته لعدة سنوات، فجعل زوجته وصية على ابنه الصغير قبل وفاته، وقد توفي قبل المعركة الأولى بعدة سنوات.
بايع البقوم قائد الجيش هندي بن محمد بن عبد الله بن محمد بن محي أميراً عليهم بعد وفاة عمه، ولما حانت المعركة الأولى، قامت غالية بالمشاركة في المعركة وقامت قبل ذلك بفتح مخازن الأسلحة والموؤنة للبقوم وقامت توزع ذلك المال وتحمس الشباب على مقاتلة الأتراك «فرأها على هذا الحال جواسيس ارسلهم الاتراك ليتقصوا الآخبار في تربة فظنوا أنها أميرة القوم وبني على كلامهم ما كتب في التاريخ» ولم يقتربوا من قصور آل محي ليروا في مجلس الأمير هندي بن محي شيوخ البقوم وفرسانهم.
وقعت بعد ذلك المعركة الثانية وقتل فيها أمير البقوم هندي بن محي واستكمل قيادة الجيش في المعركة الثالثة الفارس رشيد بن جرشان شيخ الكرزان البقوم، وهو الذي قاد البقوم أيضاً في معركة بسل الكبرى، وبعد نهاية المعركة الثالثة انتقلت الامارة إلى أبناء دغيم بن عبد الله بن محمد بن محي.

#### موقع المعركة
وقعت هذه المعارك في وادي السليم الذي أطلق عليه اسم (ريحان) «بكسر الراء وتشديد الياء» وذلك لامتلاء الوادي بالجثث وفوح رائحتها وسماع جلجلة الأظافر من هب الرياح مدة طويلة، ويقع وادي ريحان شمال مدينة تربة وجنوب جبل حضن.

#### المعركة الأولى
في شهر ذي الحجة من عام 1228 للهجرة، سافر طوسون من الطائف إلى تربة البقوم ومعه 2000 ألفا مقاتل، فحافظ البقوم على أسوار تربة بشجاعة واستطاعوا صد طوسون وعساكره، واضطروهم إلى ترك خيامهم واسلحتهم، وقتل منهم في ارتدادهم نحو 700 سبعمائة نفس، ومات غيرهم جوعاً وعطشاً، وكانت النتيجة المتوقعة لهذا الفشل أن يقتل الجيش كاملاً لولا أن توماس كيث  مع بعض الخيالة استردوا مدفعاً حافظوا به على خط الرجعة.

#### المعركة الثانية
في شهر صفر من عام 1229 للهجرة، ذهب مصطفى بك بعساكره وعساكر الشريف من الطائف إلى تربة البقوم فهاجمها بجيوشه العظيمة المدربة والمجهزة بالسلاح الفتاك من رشاشات ومدافع وذخائر أخرى وخيالة من بدو ليبيا ومرتزقه من بقايا جيش نابليون ومن أوروبا فحاصر تربة لمدة اثنا عشر يوماً تقريباً فحال البقوم عن دخولـه اياها وهزموه وغنموا منه غنائم كثيرة وقتلوا أكثر جنده البالغ عددهم ما يقارب 5000 خـمسة آلاف مقاتل.

#### المعركة الثالثة
في شهر جمادى الأولى من عام 1229 للهجرة، جهز محمد علي باشا (حاكم مصر) جيشاً بقيادة ابنه طوسون باشا ومعه عابدين بك وزوده بالسلاح الفتاك من مدافع ورشاشات ومعه 6000 ستة آلاف مقاتل ووجهه إلى تربة فحاصرها ثمانية أيام فهزمه البقوم وقتلوا من جيشه 1800 ألف وثمانمائه قتيل، وغنموا ذخائره وخيامه وجميع أمتعته وهرب هو ومن بقي من جنده إلى الطائف.

#### أقلام المؤرخين
- كتب خير الدين الزركلي:

| البقوم | كان أهل تربة أسبق أهل الحجاز إلى موالاة نجد واتبعوا مذهب الحنابلة الذين سماهم الترك ثم الافرنج بـ(الوهابية)، ولأهل تربة مواقف معروفة فيما كان من الحروب بين النجديين والترك والهاشميين | البقوم |

- كتب المستشرق عبد الله فيلبي في كتاب (العربية السعودية من سنوات القحط إلى بوادر الرخاء):

| البقوم | أن انضمام البقوم إلى المعسكر السعودي جاء بمثابة صفعة عنيفة على وجه الشريف غالب | البقوم |

- كتب الدكتور عبد الرحيم عبد الرحمن في كتابة (من تاريخ شبه الجزيرة العربية في العصر الحديث " الدولة السعودية الأولى "):

| البقوم | هناك عوامل كثيرة ساعدت بل غيرت مواقف كل من الطرفين المتحاربين واتخذت قوات الدرعية طبقاً لها خطه الهجوم لا الدفاع ومن بين هذه العوامل انضمام بعض القبائل في تربة إلى الدعوة السلفية | البقوم |

- كتب (يوهان لويس بوركهاردت) في كتابة (مواد لتاريخ الوهابيين):

| البقوم | أعداء الاتراك حول مكة لم يبدوا تصميماً على محاربتهم مثل ما فعل عرب البقوم الذين يسكنون في تربة | البقوم |

- كتب الأب لويس شيخو في بحث نشرهـ في مجلة المشرق عام 1920 م :

| البقوم | أن البقوم في تربة خرجوا لمحاربة الاتراك فأبلوا البلاء الحسن وكسروا الاتراك وضبطوا كل اثقالهم واسلحتهم | البقوم |

- كتب محمود فهمي المهندس في كتابة (البحر الزاخر):

| البقوم | لم يحصل من قبائل العرب القاطنين قرب مكة مقاومة أشد مما اجراه عرب (البقوم) في تربة | البقوم |

- كتب الدكتور/ عبد المنعم الجميعي :

| البقوم | البقوم من القبائل العربية الكبيرة، مقرها جبل حضن وأطرافه حتى تربة، وأصل البقوم من الأزد وهم أهل قوة وبأس | البقوم |

## العرضة الحربية (عرضة البقوم)
تقام العرضة في مناسبات عديدة مثل الأعياد والزواجات وقديماً في المعارك والطهار (ختان المواليد)، وتتكون العرضة من عدة شعراء وصفين متقابلين عادة ما يكونون معتصبين الرؤوس بالعمائم (مع وجود الزير أحياناً)، ويكون كل أفراد الصف متداخلون بالسواعد حتى مفاصل الأكواع، وآلية سير العرضة رفع القدم اليمنى ثم اليسرى مع رفع الأيادي المتداخلة إلى مستوى الكتف أو أقل كل ما ارتفعت الأقدام، ولكل صف قائد أو اثنين يرتبون تحرك أفراد الصف الواحد ويتبعهم الصف في تحركاتهم، ويتخلل هذا النسق رجفة في الأرض تسمى (ردحة) بكلا القدمين ثلاث مرات يفصل بينها رفعتين سريعة بالقدم اليمنى تليها اليسرى ويفعلها الصف تبعاً لقائده. وعادة ما يحمل القادة في ايديهم سيوف أو يكونون محتزمون بجنابي والجنابي جمع جنبية وهي خنجر وعند البقوم نوع يسمى (الذريع) وهو الشائع، ويكون أفراد الصفين محتزمون بجنابي أو بمحازم الرصاص.